# Der Krieg (George)

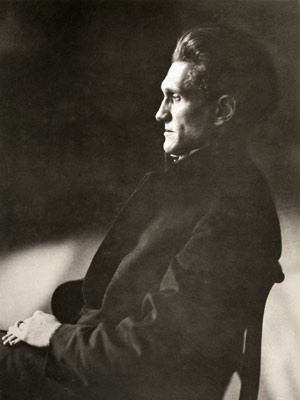
Stefan George 1910, Fotografie von Jakob Hilsdorf

Der Krieg ist ein Gedicht von Stefan George. 1917 verfasst und erstmals veröffentlicht, präsentiert es die kritische Sicht seines Autors auf den Ersten Weltkrieg. 1928 fand Der Krieg Aufnahme in Georges letzten Gedichtband Das neue Reich.

## Hintergrund
Der Ausbruch des Ersten Weltkriegs im August 1914 wurde von einem großen Teil der deutschen Publizistik begeistert begrüßt. Dass diese Kriegsbegeisterung, später oft als Augusterlebnis bezeichnet, sich vor allem auf die bildungsbürgerlichen Schichten beschränkte und etwa in der bäuerlichen Bevölkerung und den Arbeiterschichten ein distanzierter Blick auf den Krieg vorherrschte, haben erst historische Forschungen seit den 1970er Jahren ergeben. Während des Ersten Weltkriegs und weit darüber hinaus war aber der Topos von einer allgemeinen Kriegsbegeisterung verbreitet, und in der Tat hatten bei Kriegsausbruch die meisten deutschen Intellektuellen begeisterte Aufrufe für den Krieg ge- und unterschrieben. Für Max Weber war der Krieg „groß und wunderbar“, Georg Simmel sah nun endlich die „Vollendung von 1870“ kommen: der durch die Reichsgründung entstandenen äußeren folge nun endlich auch die innere Einheit der Deutschen. Thomas Mann schrieb noch im Rückblick: „Krieg! Es war eine Reinigung, Befreiung, was wir empfanden, eine ungeheure Hoffnung“.

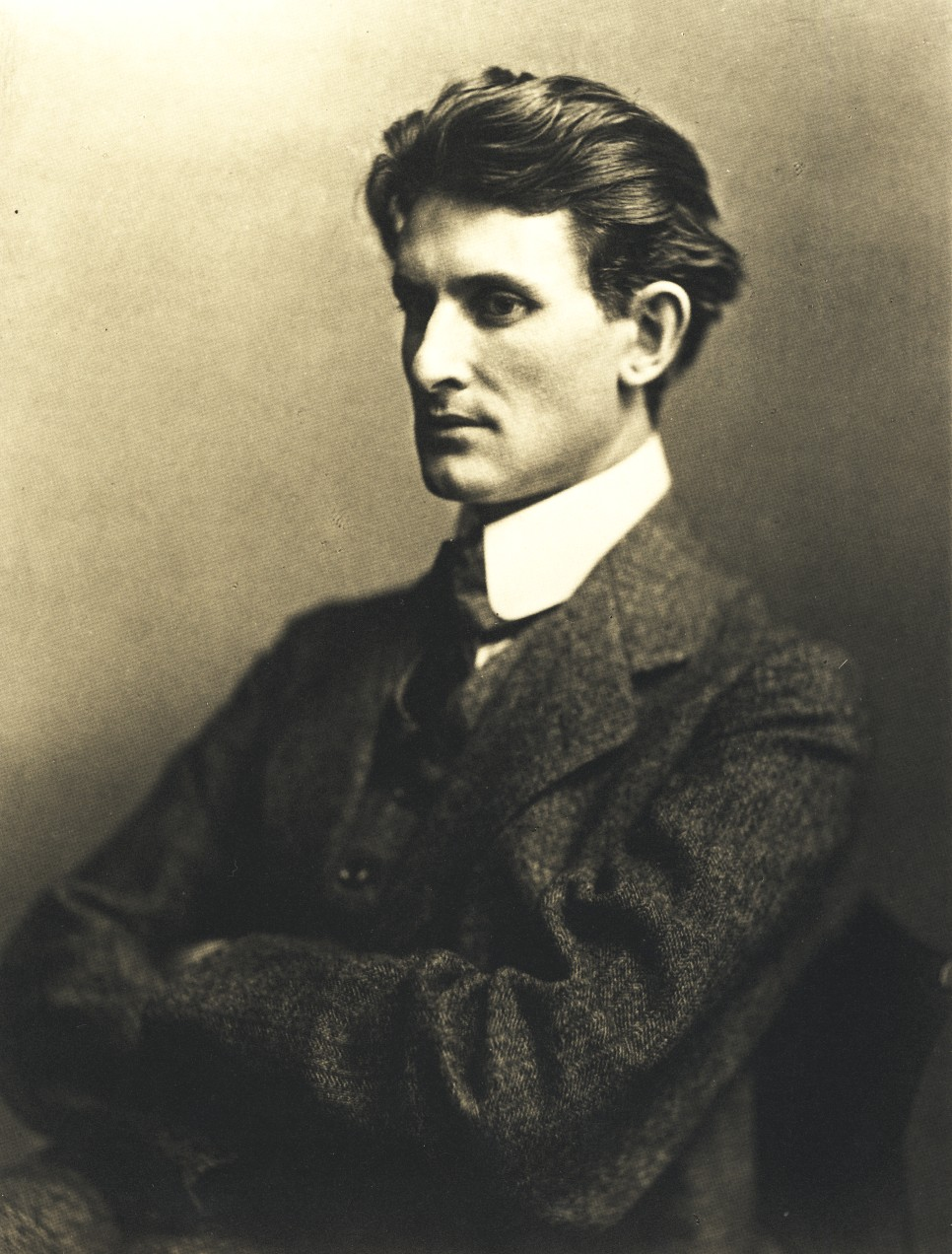
„eine solche Einheit so zu erleben das ist schon einen Weltkrieg wert“: Friedrich Gundolf, um 1916 (Fotografie von Jakob Hilsdorf)

Auch vor den Mitgliedern des George-Kreises, die sich noch kurz zuvor im Jahrbuch für die geistige Bewegung (1910–1912) entschieden von ihrer Zeit abgegrenzt hatten, machte die nationale Hochstimmung nicht Halt. Besonders begeistert zeigten sich etwa Friedrich Gundolf, Karl Wolfskehl, Friedrich Wolters, Berthold Vallentin, Ludwig Thormaehlen, Kurt Hildebrandt und Edgar Salin. Dabei orientierten sie sich auch an Versen Georges aus dem Gedichtband Der Stern des Bundes von 1913, wo es etwa heißt: „Ihr sollt das morsche aus dem munde spein / Ihr sollt den dolch im lorbeerstrausse tragen / Gemäss in schritt und klang der nahen Wal.“ George, der sich im August 1914 in der Schweiz aufhielt, reagierte jedoch überaus nüchtern auf den Kriegsbeginn. Seinen engsten Freund Gundolf, der ihm einen kriegsbegeisterten Brief geschickt hatte, beschied er: „nichts wird so heiss gegessen als es gekocht wird“, kurz darauf hieß es: „und ich rufe euch allen zu: ob es gut oder schlecht ausgeht: – das schwierigste kommt ERST HINTENNACH!!“
Trotzdem ergriffen einige Mitglieder auch öffentlich – etwa in der Debatte um die Zerstörung Löwens durch deutsche Truppen, die die Georgeaner entschieden guthießen – für den Krieg und für Deutschland Partei. Der Krieg, der die Nation „ihren Gesamtwillen als einzigen Impuls verspüren“ lasse, könne, so die Erwartung, endlich die lang ersehnte innere und äußere Einheit der Deutschen schaffen. Als sich die Hoffnung auf einen schnellen Sieg der Deutschen nicht erfüllte und der Krieg nach Jahren noch immer in vollem Gang war, legte sich auch die Begeisterung der meisten Kreismitglieder. Bei George wuchs die Sorge um die Jugend, vor allem um die eigenen Jünger, mit denen er seinen „Staat“ aufbauen wollte. Er fürchte, „dass man von keiner Seite sehen wird, wann aufgehört werden muss“, schrieb er an Hans Brasch. 1917 schrieb er schließlich das Gedicht Der Krieg, in dem er die für ihn und die Seinen gültige Deutung des Krieges lieferte.

## Inhalt
Siehe Volltext bei Wikisource
Das Gedicht wird eingeleitet durch ein Zitat aus dem 17. Gesang von Dantes Paradiso aus der Göttlichen Komödie in einer Übertragung Georges, das als Motto fungiert. Die erste Strophe beschreibt das Gefühl breiter Bevölkerungsschichten bei Ausbruch des Krieges als einen „hauch / des unbekannten eingefühls“ (V. 6f.). Damit qualifiziert George schon hier den Krieg als das, was er seiner Meinung nach ist, als einen „hauch“, ein „verworrenes ahnen“ (V. 8), d. h. eine Vorausdeutung auf das zu erreichende Ziel, keineswegs aber dessen Erfüllung: „Dies sind die flammenzeichen · nicht die kunde“ (V. 23). Die zweite Strophe führt die Hauptperson des Gedichts ein: den „Siedler auf dem berg“ (V. 13). Indem er diese Figur auf einen Berg versetzt, spielt er nicht nur auf biblische Motive wie den Propheten Elija (2 Kön 1,9 ) an, sondern betont zugleich die für den „Seher“ (V. 25) kennzeichnende Entrückung von der übrigen Welt. Nicht zuletzt spielt George damit auch auf seine eigene Biographie an, denn tatsächlich hielt er sich zu Anfang des Krieges in den Bergen auf, nämlich in Saanenmöser in der Schweiz. In der Tat ist der „Siedler“ unschwer als George selbst zu identifizieren.
Der Siedler – Georges Selbstkonzeption als poeta vates (Dichter-Seher) entsprechend – hat den Krieg schon lange vorausgesehen, seine „tränen / Vorweg geweint .. heut find ich keine mehr“ (V. 18f.). Deshalb distanziert er sich von Krieg und Begeisterung gleichermaßen: „Am streit wie ihr ihn fühlt nehm ich nicht teil.“ (V. 24). Doch, und hier beginnt die dritte Strophe, die Schar, die ihn um Rat gefragt hatte, reagiert mit „hohn / Und steine[n]“: „Nie wird dem Seher dank“ (V. 25f.). Von seiner hohen Warte durchschaut der Seher die in der deutschen Kriegspropaganda benutzten Nationalstereotypen, die er ablehnt: „Er kann nicht schwärmen / Von heimischer tugend und von welscher tücke“ (V. 31f.). Nicht die äußeren Feinde tragen die Schuld „an unsrer söhn und enkel / Verglasten augen und zerfeztem leib“ (V. 35f.), sondern vielmehr die inneren Dekadenzerscheinungen der Moderne wie der Feminismus, das Bürgertum und die Vergreisung der Gesellschaft – „das weib das klagt · der satte bürger · / Der graue bart“ (V. 33f.).
Georges Kritik am Krieg entspringt keineswegs einem Pazifismus oder einem Humanismus, der den Tod so vieler Menschen an sich beklagen würde: „Was ist IHM [d. h. dem Seher] mord von hunderttausenden / Vorm mord am leben selbst?“ (V. 30f.). Ein „mord“, so Georges Klage, den die Moderne am Menschen verübt habe, den aber auch der Krieg nicht heilen könne.

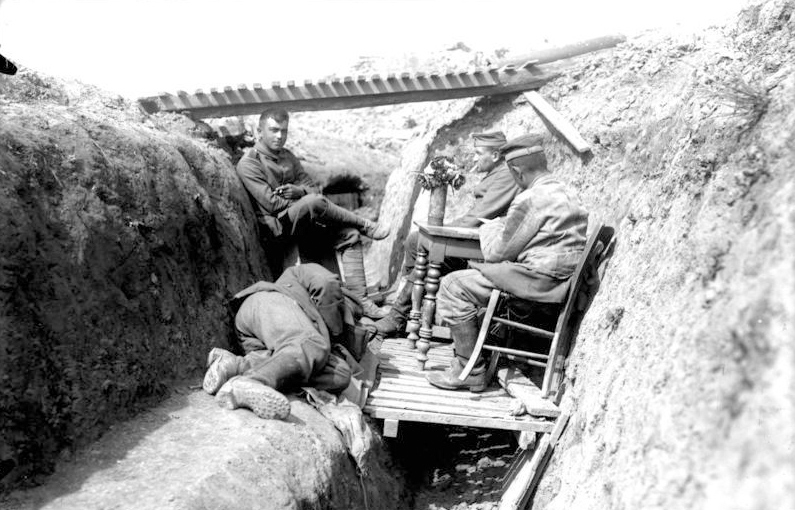
„der in der schandbar / Zerwühlten erde hauste wie geziefer..“: Deutsche Soldaten im Schützengraben

Zu jubeln ziemt nicht: kein triumf wird sein ·

Nur viele untergänge ohne würde ..

Des schöpfers hand entwischt rast eigenmächtig

Unform von blei und blech · gestäng und rohr.

Der selbst lacht grimm wenn falsche heldenreden

Von vormals klingen der als brei und klumpen

Den bruder sinken sah · der in der schandbar

Zerwühlten erde hauste wie geziefer ..

Der alte Gott der schlachten ist nicht mehr.

Erkrankte welten fiebern sich zu ende

In dem getob. Heilig sind nur die säfte

Noch makelfrei versprizt – ein ganzer strom.

## Form
Das Gedicht hat zwölf Strophen zu je zwölf Versen, insgesamt also 144 Verse.

## Rezeption
Walter Benjamin kommentierte das Gedicht in einem Brief, der jedoch verloren ist. Gershom Scholem bemerkte, Der Krieg sei „wohl eine versifizierte Flugschrift mit dem ungeschriebenen aber deutlichen Titel: was geht mich das an?, eine Überschrift, die ich nur zu billigen vermag, wenn sie aus letzter legitimierter Ablehnung kommt, was hier offensichtlich nicht der Fall ist.“

## Ausgaben
- Stefan George: Der Krieg. Georg Bondi Verlag, Berlin 1917 (Digitalisat).
- Stefan George: Der Krieg. In: Stefan George: Das neue Reich. Georg Bondi, Berlin 1928, S. 27–34 (= Gesamt-Ausgabe der Werke. Endgültige Fassung, Band IX; Ausgabe letzter Hand).
- Stefan George: Der Krieg. In: Stefan George: Das neue Reich. Herausgegeben von Ute Oelmann. Klett-Cotta, Stuttgart 2001, S. 21–26 (= Sämtliche Werke in 18 Bänden, Band IX; derzeit maßgebliche kritische Ausgabe mit nützlichem Stellenkommentar, S. 139–142).